# Anno 1404
Anno 1404 is een simulatie- en real-time strategyspel ontwikkeld door Related Designs en de uitgever Ubisoft. De game engine is ontwikkeld door Blue Byte. Het spel werd in Europa gelanceerd op 25 juni 2009. Het is het vervolg op Anno 1701 en het vierde deel uit de Anno serie. Het spel speelt zich niet af in de Nieuwe Wereld zoals voorgaande delen maar in het Midden-Oosten. Op 25 februari 2010 verscheen een uitbreidingspakket genaamd Anno 1404 Venice.
Het spel is uitgebracht voor de PC, Nintendo DS en Nintendo Wii. Op DS en Wii heet het spel Anno 1404: Create a new world. In Noord-Amerika is het spel uitgebracht onder de naam Dawn of Discovery.

## Overzicht
De opzet van het spel is vergelijkbaar met de voorgaande delen: de speler sticht nederzettingen op eilanden en tracht deze te laten bloeien door grondstoffen te verhandelen en te verdedigen in tijden van oorlog. De eilanden zijn groter dan in voorgaande delen en realistischer van vorm. De huizen van de inwoners staan nu aan elkaar in plaats van los naast elkaar. Ook zijn er meer inwoners in een nederzetting dan in voorgaande delen.
Het spel introduceert de Oosterse cultuur in de serie met bijbehorende technologieën. Door het opzetten van handelsroutes kan de speler bijvoorbeeld bewoners op Westerse eilanden voorzien van specerijen die alleen op Oosterse eilanden te verkrijgen zijn. Deze Oosterse eilanden bevinden zich in het zuiden van een map terwijl de Westerse eilanden zich in het noorden bevinden. De speler dient toestemming te krijgen van de sultan om deze eilanden te mogen koloniseren.
Naast handel drijven kan de speler ook nieuwe technologieën leren van de lokale bevolking om deze vervolgens zelf te gebruiken. Een voorbeeld is de noria, een door waterkracht aangedreven schoepenrad, waarmee droog land omgevormd kan worden tot een groen grasland door irrigatie. Deze kunnen gebouwd worden op de oriëntaalse eilanden die hoofdzakelijk uit woestijn bestaan.
Naast een verhaallijn bevat het spel een zandbak-modus (de 'continuous game') waarbij de speler vrij nederzettingen kan ontwikkelen. Het spel is geïntegreerd met ubi.com, de website van Ubisoft, waar spelers statistieken kunnen bekijken, zoals hoeveel uur men gespeeld heeft, hoeveel verborgen objecten men gevonden heeft en het aantal inwoners in de steden. Het is ook mogelijk om schermafdrukken uit te wisselen.
Het spel bestaat uit drie gedeeltes, te weten een uit acht hoofdstukken bestaande campagne (in drie moeilijkheidsgraden), 6 scenario's en een 'continuous game'-gedeelte. De campagne is bedoeld als handleiding zodat de speler het geleerde in de praktijk kan brengen in de 'open play'.

## Verhaallijn van de campagne
De campagne vangt aan wanneer de speler een gebied toegewezen krijgt van de keizer in het westelijke gedeelte van het eilandenrijk. De keizer is ziek en zijn neef Richard Northburgh, zegelbewaarder van het rijk, is bezig met het bouwen van een kathedraal zodat er voor de gezondheid van de keizer gebeden kan worden. De speler komt vervolgens in contact met de machtige kardinaal Lucius die, met behulp van z'n hulpje Guy Forcas, een kruistocht tegen het Oosten aan het voorbereiden is. Doel van deze kruistocht is het bekeren van de 'ongelovigen'.
In de eerste paar hoofdstukken leert de speler de basics van het spel door opdrachten te vervullen voor Northburgh en Forcas, deze opdrachten hebben vooral te maken met bevoorrading en constructie. Terwijl deze opdrachten uitgevoerd worden ontmoet de speler ook tal van andere hoofdrolspelers.
Richard Northburg begint echter geheimzinnige zaken te ontdekken rond de tijd dat de door kardinaal Lucius bijeengebrachte vloot de haven verlaat richting het Oosten. Het ontrafelen van de misdaden brengt Northburg samen met de speler dichter naar het Oosten waar zij contact maken met de grootvizier van de sultan, al Zahir. Al Zahir helpt de speler bij het verslaan van een geduchte piraat genaamd Hassan ben Sahid die betrokken is bij het ontvoeren van kinderen, ondertussen wordt er ook duidelijk dat een van de hoofdrolspelers betrokken is bij een complot om de keizer af te zetten.
Heer Northburgh komt in de problemen omdat hij iets te veel geheime informatie ontdekt heeft en hij wordt opgesloten op een onbekende locatie zodat de speler er alleen voor staat. De speler moet in de opeenvolgende hoofdstukken stukjes van de puzzel in elkaar gaan passen en nieuwe bondgenoten winnen zodat de leiders van de kruistocht duidelijk gemaakt kan worden dat zij voor sinistere doeleinden gebruikt worden.
Uiteindelijk is het aan de speler om de keizer te helpen de samenzwering tegen hem te ontrafelen en de vijand te verslaan.

## Digital Rights Management
Anno 1404 wordt beschermd door een Digital Rights Management-systeem (DRM) gebaseerd op TAGES waarmee de gebruiker gedwongen wordt om het spel online te activeren. Dit kan hooguit drie keer gedaan worden op verschillende computers of hardwareconfiguraties. Uit verscheidene online forumdiscussies bleek dat sommige fans van de serie moeite hebben met het idee dat het spel slechts drie keer geactiveerd kan worden en vervolgens onbruikbaar wordt. Gebruikers kunnen in dat geval bij uitgever Ubisoft echter telefonisch nieuwe activeringssleutels aanvragen.
Met de komst van patch 1.1 werd de DRM echter gedeactiveerd.

## Ontwikkeling
Het spel werd op 20 augustus 2008 aangekondigd op de Games Convention in Leipzig, Duitsland met maart 2009 als schatting voor release. Op 23 oktober 2008 maakte Ubisoft bekend dat Anno 1404 zal worden doorgeschoven naar het fiscale jaar 2009 - 2010 wegens de goede resultaten van het bedrijf in het fiscale jaar 2008 - 2009.
Op 18 november 2008 werd de inschrijving geopend voor een gesloten bètatest die eind januari 2009 is begonnen.
Op 4 juni 2009 verkreeg het spel de gold-status, waardoor de releasedatum werd vastgelegd op 25 juni 2009. Op 18 juni 2009 werd een demoversie van Anno 1404 uitgebracht. Op 23 juni 2009 werd het spel in Noord-Amerika uitgebracht en op 25 juni 2009 werd het spel in Europa uitgebracht.

### Techniek
Voor het spel werd een nieuwe game engine ontwikkeld door Blue Byte.
Enkele kenmerken van de engine zijn:
- High dynamic range rendering[11]
- Ondersteuning voor DirectX 10[12]
- Simulatie van kleding[12]
- Simulatie van wind[12]
- Simulatie van water en golven[13]
- Gebruik van parallax mapping voor onder andere bergen op de eilanden[11][12]
- Normal mapping[11]

### Muziek
De soundtrack van het spel is opgenomen met een orkest. Aan de soundtrack hebben Tilman Sillescu en Jochen Flach gewerkt. Sillescu is tevens de projectleider van de soundtrack. Sillescu heeft ook gewerkt aan de soundtrack van Anno 1701, Anno 1701: The Sunken Dragon en ParaWorld.

## Ontvangst
| Recensiescore   | Recensiescore |
| Publicist       | Score         |
| --------------- | ------------- |
| Power Unlimited | 84/100        |

Het spel werd goed ontvangen, met bijvoorbeeld een score van 82/100 op Metacritic. Het spel werd geprezen om de mooie graphics, het geluid en dat het spel erin slaagt de speler uren te vermaken. Enkele genoemde minpunten zijn de beperkte rol van het militaire aspect en het ontbreken van een multiplayer-modus, wat in de Venice add-on werd rechtgetrokken. De nadruk in Anno 1404 ligt dan ook op het opbouwen van nederzettingen en het drijven van handel met andere partijen en niet op het voeren van oorlog.